# Piaski (powiat piski)
Piaski (niem. Piasken) – wieś w Polsce, w sołectwie Onufryjewo, położona w województwie warmińsko-mazurskim, w powiecie piskim, w gminie Ruciane-Nida.
W latach 1975–1998 miejscowość należała administracyjnie do województwa suwalskiego.